# Burcu Subatan
Burcu Subatan (* 22. November 1997) ist eine türkische Leichtathletin, die sich auf den Langstreckenlauf spezialisiert hat, aber auch im Mittelstreckenlauf an den Start geht.

## Sportliche Laufbahn
Erste internationale Erfahrungen sammelte Burcu Subatan im Jahr 2015, als sie bei den Junioreneuropameisterschaften in Eskilstuna im 5000-Meter-Lauf in 17:58,65 min den 17. Platz belegte. 2017 belegte sie bei den Balkan-Meisterschaften in Novi Pazar in 2:22,58 min den elften Platz über 800 Meter und im 1500-Meter-Lauf erreichte sie nach 4:47,82 min Rang vier. 2019 gewann sie bei den Balkan-Hallenmeisterschaften in Istanbul in 4:21,18 min die Bronzemedaille über 1500 Meter und anschließend wurde sie bei den U23-Europameisterschaften im schwedischen Gävle in 4:30,01 min Zehnte. Im Dezember lief sie dann bei den Crosslauf-Europameisterschaften in Lissabon nach 22:53 min auf Rang 39 in der U23-Altersklasse ein. Im Jahr darauf belegte sie bei den Balkan-Hallenmeisterschaften in Istanbul in 4:29,12 min den fünften Platz über 1500 Meter und bei den Freiluftmeisterschaften in Cluj-Napoca siegte sie in 9:24,89 min im 3000-Meter-Lauf und gewann in 4:17,79 min die Bronzemedaille über 1500 Meter. 2021 gewann sie dann bei den Balkan-Hallenmeisterschaften in Istanbul in 9:15,53 min die Bronzemedaille über 3000 Meter und Ende Juni gewann sie bei den Freiluftmeisterschaften in Smederevo in 1:00,59 min die Silbermedaille über dieselbe Distanz. 2023 gewann sie bei den Balkan-Meisterschaften in Kraljevo mit 9:25,75 min ebenfalls die Silbermedaille und musste sich damit nur der Albanerin Luiza Gega geschlagen geben. Zudem sicherte sie sich über 5000 Meter in 17:01,77 min die Bronzemedaille hinter Gega und ihrer Landsfrau Sümeyye Erol. Anschließend belegte sie bei den World University Games in Chengdu in 16:19,92 min den sechsten Platz über 5000 Meter und gelangte nach 1:18:03 min auf den 18. Platz im Halbmarathon. Im Jahr darauf gewann sie bei den Balkan-Hallenmeisterschaften in Istanbul in 4:17,95 min die Silbermedaille hinter der Albanerin Luiza Gega. Ende Mai siegte sie in 9:09,80 min über 3000 Meter bei den Balkan-Meisterschaften in Izmir und stellte damit einen neuen Meisterschaftsrekord auf. Kurz darauf wurde sie bei den Europameisterschaften in Rom in 16:16,89 min 20. über 5000 Meter.
2023 wurde Subatan türkische Meisterin im 3000- und 5000-Meter-Lauf und 2019 wurde sie Hallenmeisterin im 1500-Meter-Lauf.

## Persönliche Bestleistungen
- 800 Meter: 2:08,91 min, 20. August 2020 in Bursa
  - 800 Meter (Halle): 2:11,38 min, 3. Februar 2019 in Istanbul
- 1500 Meter: 4:17,79 min, 20. September 2020 in Cluj-Napoca
  - 1500 Meter (Halle): 4:17,95 min, 10. Februar 2024 in Istanbul
- 3000 Meter: 9:09,80 min, 25. Mai 2024 in Izmir
  - 3000 Meter (Halle): 9:12,41 min, 3. Februar 2024 in Metz
- 5000 Meter: 15:43,87 min, 9. Juli 2023 in Bursa
- Halbmarathon: 1:13:58 h, 9. Januar 2022 in Adana